# Famille Sarton du Jonchay
La famille Sarton du Jonchay est une famille subsistante d'ancienne bourgeoisie française, originaire de Liège (Belgique), et établie à Lyon (Rhône) vers 1782. Elle tire une partie de son nom du château du Jonchay, près de Lyon, que Dieudonné Sarton acquit en 1782.

## Histoire
Dieudonné Sarton, né en 1730 et mort le 16 octobre 1801 à Anse (Rhône), trésorier de France à Lyon du 25 septembre 1782 à 1790,, est le premier à s'établir dans la région lyonnaise.
Cette famille a donné de multiples officiers de l’armée aux XIXe et XXe siècles.

## Personnalités
- Charles Sarton du Jonchay (1863-1940), général de division, commandant la cavalerie d’Algérie[4]
- Louis Joseph François Sarton du Jonchay (1872-1959), colonel de cavalerie[5]
- Christian Sarton du Jonchay (1899-1987), lieutenant-colonel, vichyste collaborateur
- Raymond Sarton du Jonchay (1900-1991), colonel de cavalerie, résistant[6]
- Gilles Sarton du Jonchay (1947-2008), journaliste
- Jean-Baptiste Sarton du Jonchay (né en 1974), auteur-compositeur-interprète

## Châteaux et demeures
- Château du Jonchay, à Anse (Rhône)
- Château de La Guerrière (Rhône),
- Château des Torcy, à Garnat-sur-Engièvre (Allier)

## Armes
- D'or au lion de gueules, au chef d'azur chargé d'une étoile d'argent[1]